# Dipartimento di Say
Il dipartimento di Say è un dipartimento del Niger facente parte della regione di Tillabéri. Il capoluogo è Say.

## Geografia antropica
Il dipartimento di Say è suddiviso in 4 comuni:

### Comuni urbani
- Say

### Comuni rurali
- Ouro Gueladjo
- Tamou
- Torodi